# Tenuinaclia
Tenuinaclia is een geslacht van vlinders van de familie spinneruilen (Erebidae), uit de onderfamilie Arctiinae.

## Soorten
- T. andapa Griveaud, 1964
- T. melancholica (Le Cerf, 1921)
- T. oberthueri (Rothschild, 1911)